# Wjasma (Dnepr)
Die Wjasma (russisch Вязьма) ist der erste größere linke Nebenfluss des Dnepr.
Auf ihrer ganzen Länge von 147 km verläuft sie innerhalb der Oblast Smolensk (Russland). Ihr Einzugsgebiet umfasst 1350 km². An der Wjasma liegt die Stadt Wjasma. Der Fluss entspringt gut zehn Kilometer nördlich der Stadt in einem Sumpfgebiet und wendet sich dann in einer großen Schleife westwärts zum oberen Dnepr. Der Abfluss in den jungen Dnepr ist dem Durchfluss des Dnepr selbst nicht wesentlich unterlegen.
In früheren Zeiten diente die Wjasma als Verbindung auf dem Wasserweg zwischen dem Oberlauf des Dnepr und dem Flusssystem der Oka und Wolga, mit Hilfe einer Portage zu einem Nebenfluss der Ugra.